# Adiopa marama
Adiopa marama är en fjärilsart som beskrevs av William Schaus 1904. Adiopa marama ingår i släktet Adiopa och familjen nattflyn. Inga underarter finns listade i Catalogue of Life.